# Kompung Tralach
Kompung Tralach es uno de los ocho distritos que forman la provincia camboyana de Kompung Chinang, con una población estimada en marzo de 2008 de 80 835 habitantes. Está dividido en las siguientes  comunas (khum), que se muestran asimismo con población estimada de 2008:
- Ampil Tuek 11 938
- Chhuk Sa 8470
- Chres 9216
- Kampong Tralach 5755
- Longveaek 7243
- Ou Ruessei 8229
- Peani 7183
- Saeb 6871
- Ta Ches 11 486
- Thma Edth 4444[1]